# Ignatjev

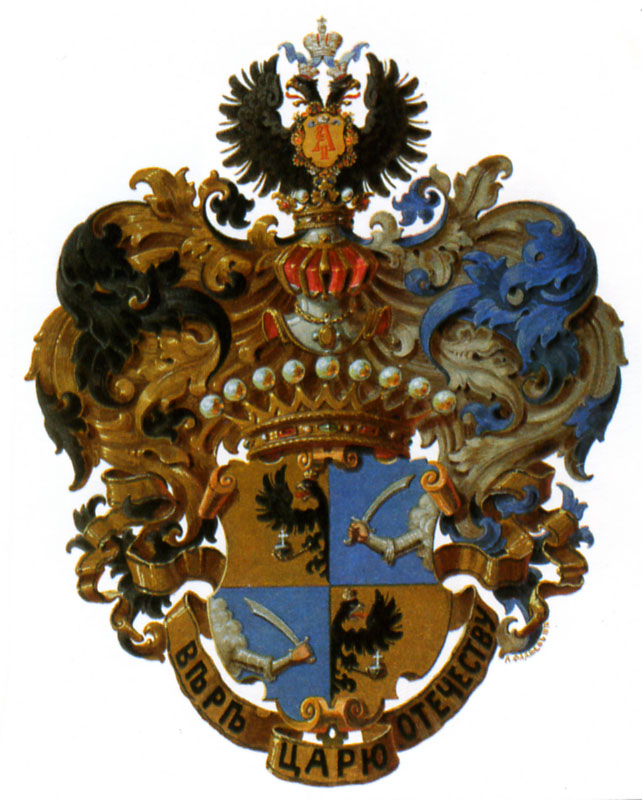
Familiewapen Ignatjev

Ignatjev (ook: Ignatiew) (Russisch: Игнатьевы, Ignatjevy) is een oud-adellijk Moskous geslacht waarvan leden in 1877 tot de Russische gravenstand werden verheven.

## Geschiedenis
De stamreeks begint met Fjodor Akinfovitsj Bjakont die aan het eind van de 13e eeuw bojaar van de grootvorst van Moskou was. Diens zoon Eleftherios (circa 1300-1378) was monnik met de naam Alexis en werd bisschop in 1352 en metropoliet van Kiev en sinds 1354 van Moskou en heel Rusland. In 1431 werd hij heilig verklaard. Een andere zoon werd de stamvader van verschillende adellijke geslachten. Zijn nazaat Pavel (1797-1879) werd in 1877 opgenomen in de gravenklasse van Rusland.

## Enkele telgen
Pavel Nikolajevitsj graaf Ignatjev (1797-1879), generaal, gouverneur-generaal van Sint-Petersburg, voorzitter van de ministerraad van Rusland
- Nikolaj Pavlovitsj graaf Ignatjev (1832-1908), generaal, diplomaat
  - Leonid graaf Ignatjev (1864-1943), generaal-majoor der kozakken
    - Nikolaj graaf Ignatjev  (1909), reserve-officier in Franse dienst
    - Leonid graaf Ignatjev (1911), directeur Trans World Airlines

  - Jekaterina gravin Ignatjev (1868-1914), keizerlijk Russische hofdame
  - Pavel Nikolajevitsj graaf Ignatjev (1870-1945), Russisch minister van Onderwijs
    - Vladimir graaf Ignatjev (1905), assistent-hoogleraar, directeur bij de FAO
    - Leonid graaf Ignatjev (1910), hoogleraar letterkunde aan de Universiteit van West-Ontario
    - Georg graaf Ignatjev (1913-1989), Canadees diplomaat onder andere bij de Navo
      - Michael Ignatieff (1947), Canadees publicist, politicus en hoogleraar internationale betrekkingen, in juni 2013 benoemd tot Cleveringa-hoogleraar aan de Universiteit Leiden op het gebied van internationale betrekkingen

  - Nikolaj graaf Ignatjev (1872-1962), generaal-majoor
  - Aleksej graaf Ignatjev (1874-1948), keizerlijk Russisch staatsraad, ceremoniemeester en laatste gouverneur van Kiev
- Aleksej Pavlovitsj graaf Ignatjev (1842-1906), generaal, adjunct-minister van Binnenlandse Zaken van Rusland, vermoord door een revolutionair
  - Aleksej Aleksejevitsj graaf Ignatjev (1877-1954), luitenant-generaal, militair attaché, schrijver en kunsthistoricus
  - Pavel Aleksejevitsj graaf Ignatjev (1878-1930), in dienst van de contraspionage in Frankrijk, pleegde in 1924 een moordaanslag op zijn oudste broer
  - Sergej graaf Ignatjev (1888-1955); trouwde in 1918 met Catherina Paschennj, actrice onder de naam "Catherina Rostschin-Insarow"
    - Aleksej graaf Ignatjev (1919), acteur onder de naam "Alexei Rostschin-Insarow"

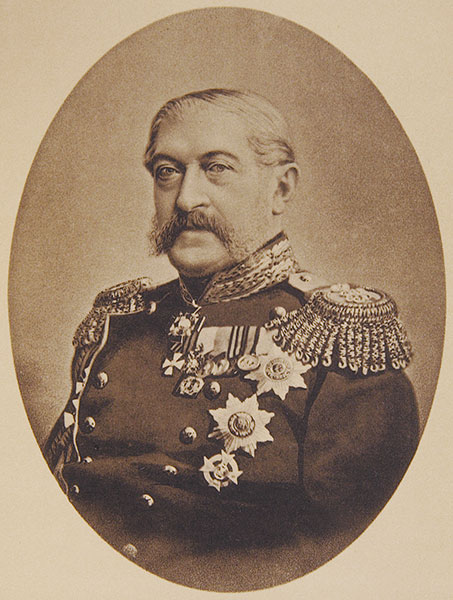
Pavel Nikolajevitsj graaf Ignatjev (1797-1879)
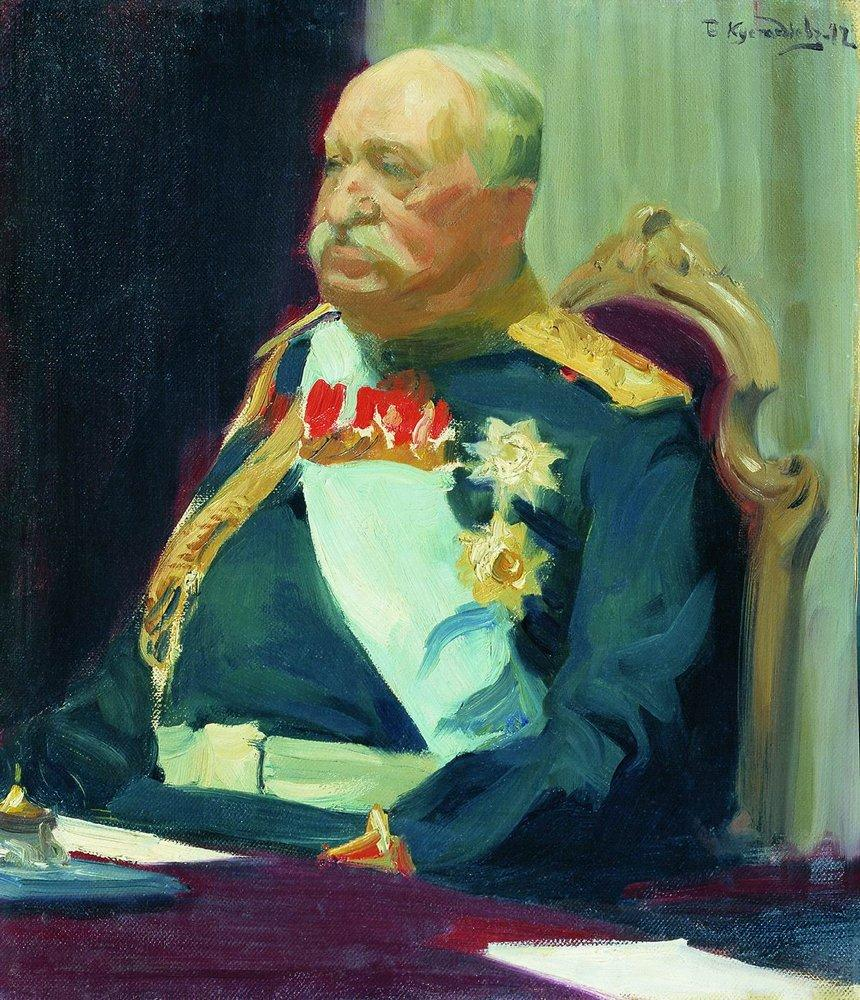
Nikolaj Pavlovitsj graaf Ignatjev (1832-1908), voorstudie van Boris Koestodiev (1878-1927)
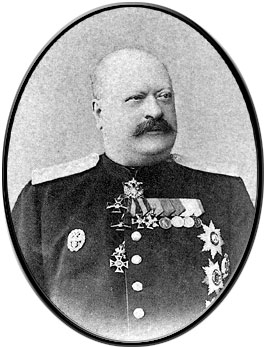
Aleksej Pavlovitsj graaf Ignatjev (1842-1906)
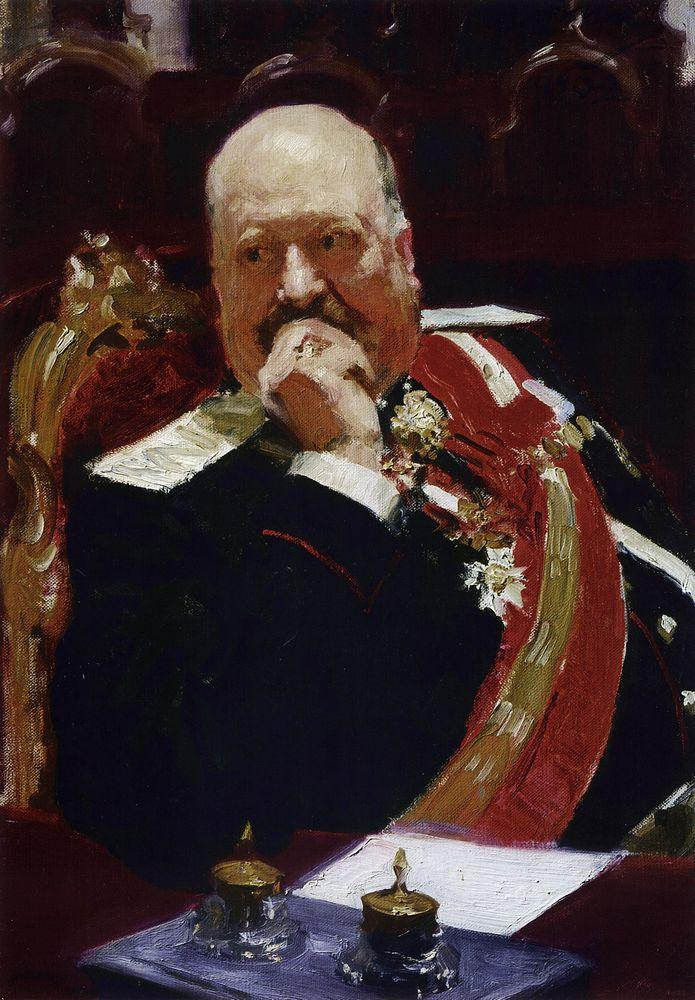
Aleksej Pavlovitsj graaf Ignatjev (1842-1906), schilderij door Ilja Repin (1844-1930)
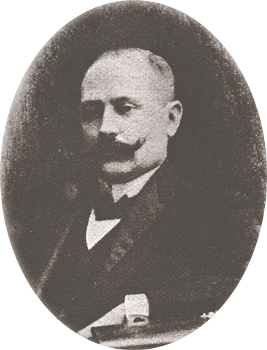
Pavel Nikolajevitsj graaf Ignatjev (1870-1945)
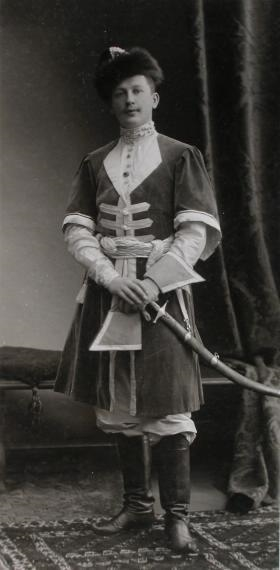
Aleksej Aleksejevitsj graaf Ignatjev (1877-1954)
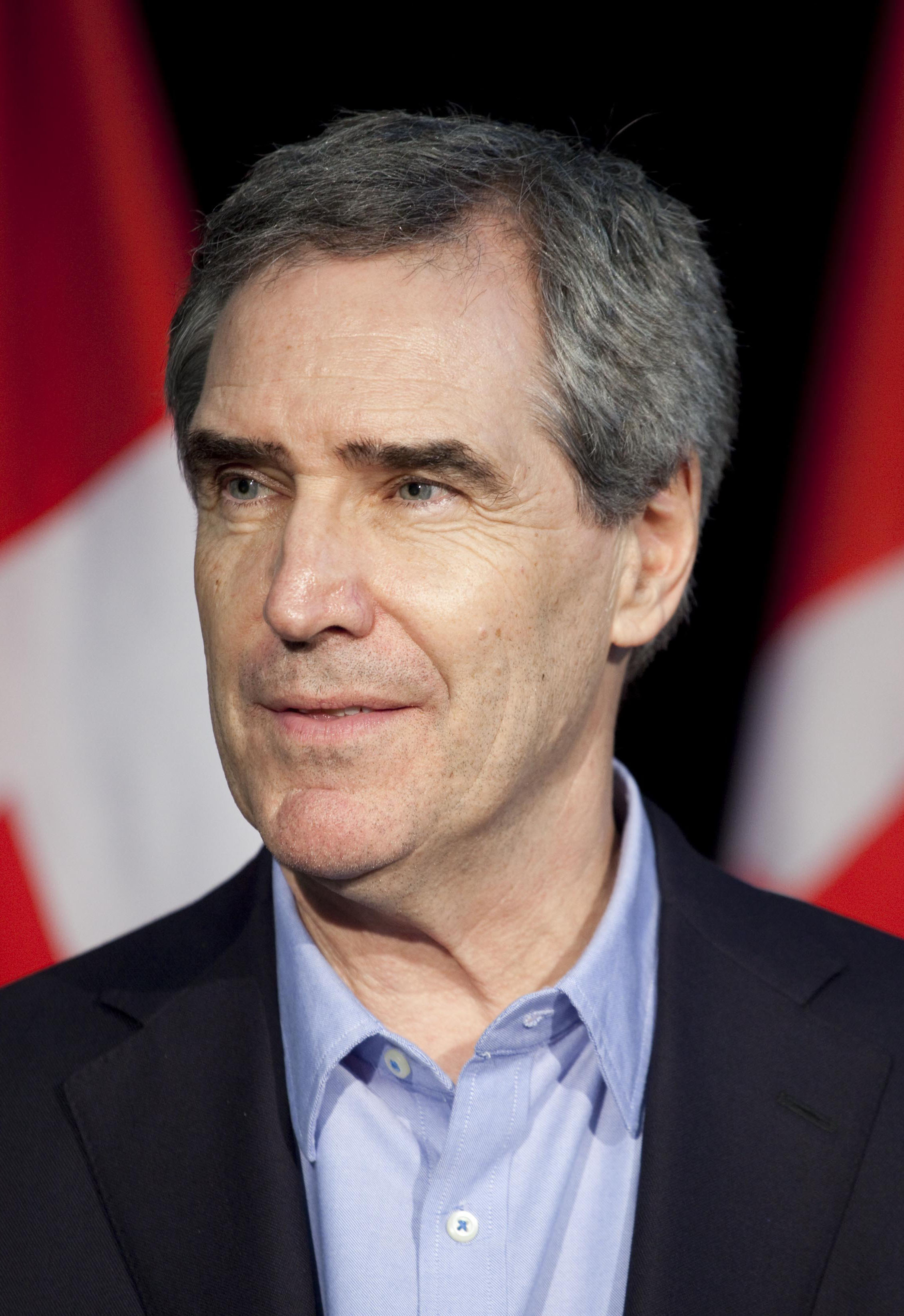
Michael Ignatieff (1947)